# خانه پرچم
خانه پرچم مربوط به دوره قاجار - دوره پهلوی است و در اصفهان، میدان قیام، کوچه پشت مسجد جامع، بن‌بست عصارها، پلاک۴۴ واقع شده و این اثر در تاریخ ۲۰ اسفند ۱۳۸۵ با شمارهٔ ثبت ۱۸۱۱۳ به‌عنوان یکی از آثار ملی ایران به ثبت رسیده است.